# Atlantic 23 S
Die Atlantic 23 S ist ein Segelbootstyp, der ab 1976 von der Firma Gade Bootsbau & Kunststofftechnik in Aachen gebaut wurde. Es wurden 70 Boote gebaut. Sie sind mit einem Schwenkkiel ausgerüstet, der von der Plicht aus hochgekurbelt werden kann, und verfügen über eine kleine Kajüte mit einer Stehhöhe von 1,75 Metern und Kojen für vier. Der Rumpf wurde als Sandwich-Laminat aufgebaut. Durch Aufschäumungen in der Plicht sollten die Boote unsinkbar sein. Alternativ zum Hochrigg wurde eine 7/8-Takelung mit einem größeren Groß und einer kleineren Genua angeboten.

## Weblink
- Gade-Werft

## Einzelnachweis
1. ↑  Atlantic 23 S. SailboatData.com, abgerufen am 11. November 2021 (englisch).